# United National Party
United National Party, UNP, är ett politiskt parti i Sri Lanka. Partiet ingår tillsammans med Ceylon Workers' Congress i oppositionsalliansen United National Front, UNF. UNP och Sri Lankas frihetsparti har varit de dominerade partierna i Sri Lanka efter självständigheten 1948. Partiet leds av Ranil Wickremasinghe.